# Поэт, как рано постарел ты
«Поэт, как рано постарел ты» (азерб. Şair, nə tez qocaldın sən…) — стихотворение азербайджанского поэта Самеда Вургуна, написанное в 1956 году. Является одним из последних произведений поэта и, по признанию самого Вургуна, — одним из его самых любимых последних стихотворений.
Стихотворение входит в цикл написанных в 1956 году стихов (наряду с «Я не спешу…», «Телогрейка», «Вспомните обо мне» и др.) с которым, согласно изданию «История советской многонациональной литературы», связывается усиление гражданственности, социально-философского звучания в азербайджанской лирической поэзии. По словам народного писателя Азербайджана Анара, в стихотворении с рефреном «Поэт, как рано постарел ты…» «сквозь грусть и сожаление о быстротекущем времени прорывается светлая вера в свою необходимость людям, народу, родине».
В 1956 году, когда Самед Вургун, был уже прикован к постели, стихотворение «Поэт, как рано постарел ты» было переведено на русский язык Константином Симоновым. По словам литературоведа Фариды Велихановой, данный перевод Симонова является образцом «высокохудожественного, творческого подхода к национальной поэзии». Этот перевод был напечатан в «Литературной газете» от 19 января 1956 года (также в 5-м номере журнала «Литературный Азербайджан» от 1956 года). Велиханова пишет, что в этом в переводе слышен голос Самеда, чувствуется его настроение.
В 1967 году художник Афис Зейналов написал портрет Самеда Вургуна, известный также под названием «Поэт, как рано постарел ты».